# 1973 en bande dessinée
| Années de la bande dessinée : 1970 - 1971 - 1972 - 1973 - 1974 - 1975 - 1976    |
| Décennies de la bande dessinée : 1940 - 1950 - 1960 - 1970 - 1980 - 1990 - 2000 |

Cet article présente les faits marquants de l'année 1973 en bande dessinée.

## Évènements
- mars : sortie de Captain Marvel #25 (Mike Friedrich et Jim Starlin reprennent les aventures de Captain Marvel : Starlin développe ses thématiques cosmiques et mystiques), chez Marvel Comics
- avril : première apparition de Fantomialde (Daisy Duck sous son identité de super-héroïne).
- juin : sortie de Amazing Spider-Man #121 (mort de Gwen Stacy, fiancée de Peter Parker alias Spider-Man), chez Marvel Comics
- 12 décembre : naissance du petit franc Dicentim sous la plume de Jacques Kamb.
- Création du viking Hägar Dünor.

## Nouveaux albums
Voir aussi : Albums de bande dessinée sortis en 1973

### Franco-Belge
| Sortie | Titre                                   | Scénariste         | Dessinateur        | Coloriste | Éditeur |
| ------ | --------------------------------------- | ------------------ | ------------------ | --------- | ------- |
| avril  | Hypocrite : Comment décoder l'Etircopyh | Jean-Claude Forest | Jean-Claude Forest |           | Dargaud |

### Comics
| Sortie | Titre       | Scénariste | Dessinateur | Coloriste | Éditeur |
| ------ | ----------- | ---------- | ----------- | --------- | ------- |
| ?      | à compléter |            |             |           |         |
| ?      | …           |            |             |           |         |

### Mangas
| Sortie | Titre       | Scénariste | Dessinateur | Coloriste | Éditeur |
| ------ | ----------- | ---------- | ----------- | --------- | ------- |
| ?      | à compléter |            |             |           |         |
| ?      | …           |            |             |           |         |

## Naissances
- 1 janvier : Åsa Grennvall, auteure suédoise
- 9 janvier : Gwen de Bonneval, scénariste français
- 25 janvier : Geoff Johns, scénariste de comics
- 15 février : Alain Henriet (John Doe, Golden Cup, Pandora box)
- 17 février : Emmanuel Civiello
- 15 mars : Dépé
- 12 avril : J. Scott Campbell, auteur de comics
- 19 avril : Nadine Thomas
- 25 avril : David Cerqueira
- 30 avril : Jérôme Jouvray
- 15 mai : Vivek Tiwary, scénariste de comics
- 16 mai : Loïc Malnati
- 21 mai : Jean-Michel Arroyo, dessinateur
- 22 mai : Benjamin Carré
- 4 juin : Ramón K. Pérez, auteur de comics canadien
- 8 juin : Stéphane Collignon
- 3 août : Gabriel Delmas
- 10 août : Fabcaro
- 14 août : Valérie Mangin
- 1er octobre : Olivier Fagnère
- 31 octobre : Alessandro Barbucci
- 20 décembre : Gabriele Dell'Otto, dessinateur de comics
- Naissances de Stéphane Blanquet, Aurélien Ducoudray, Fabrice Erre, David Gilson, François Gomès, Pascal Jousselin, Anders Nilsen.

## Décès
- 27 février : Bill Everett
- 14 mars : Chic Young (Blondie)
- 10 avril : Robert Lortac
- 18 octobre : Walt Kelly
- 25 octobre : Sebastiano Craveri
- Décès possible de Toni Blum (selon les sources elle est morte en 1972 ou 1973)